# Jim Ritchie

Bronzeskulptur „La Vençoise“ in der Stadt Vence

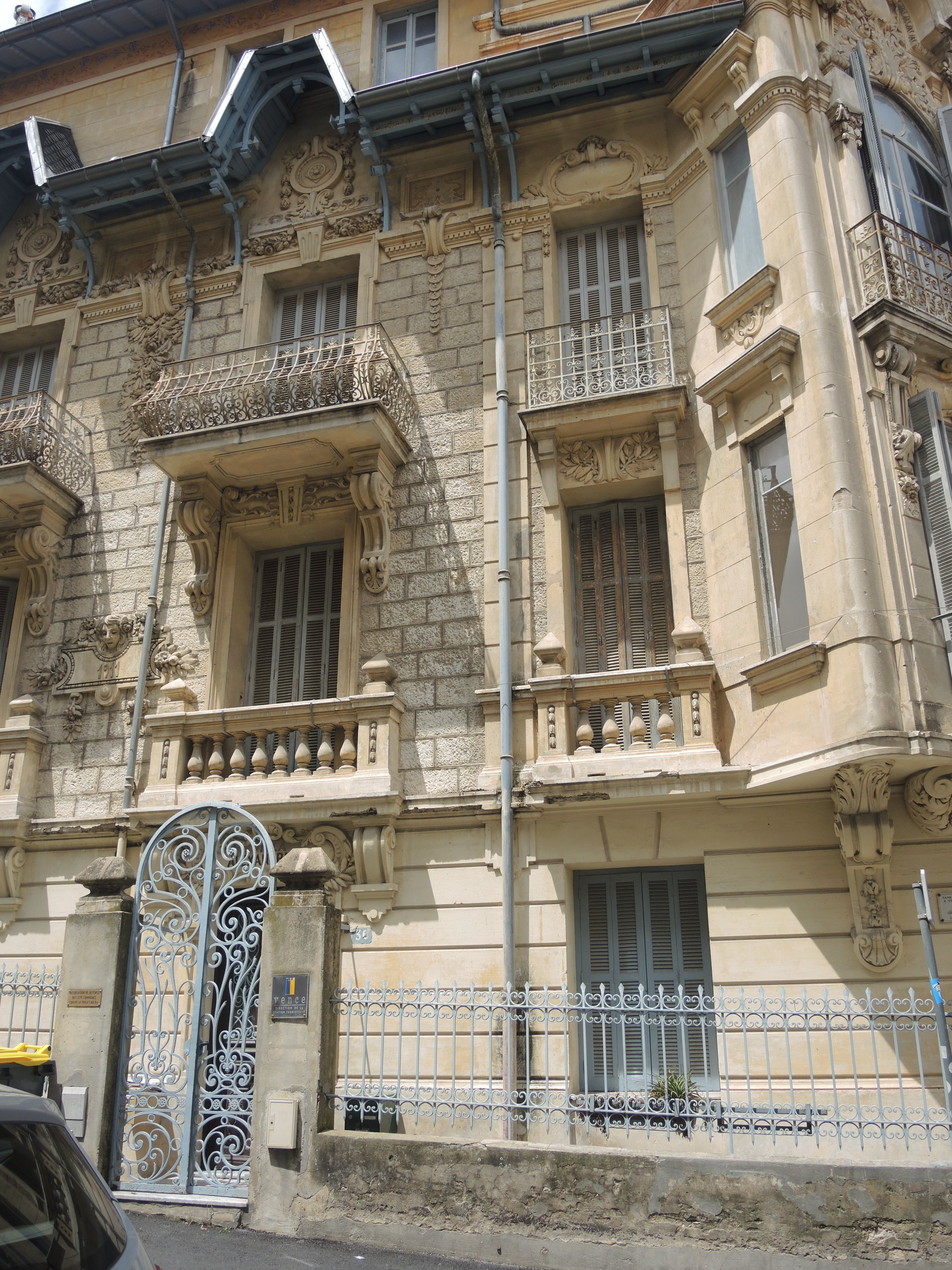
Villa Alexandrine in Vence, wo Jim Ritchie lebte und wirkte

Jim Ritchie (* 5. Dezember 1929 in Montreal; † 26. Oktober 2017 in Vence) war ein kanadischer Bildhauer.

## Leben und Wirken
Der in Montreal geborene Franko-Kanadier übersiedelte im Jahre 1967 nach Vence in Südfrankreich, in die „Cité des Arts“. Er lebte dort zusammen mit Rita und Witold Gombrowicz in der „Villa Alexandrine“ mit Blick auf den Hauptplatz von Vence, die „Place du Grand Jardin“. Sein Atelier befand sich von 1967 bis 1997 im Turm der Villa und im Garten hinter dem Haus.
Im Jahre 1997 übernahm er ein verfallenes Bauernhaus, die Mas de L’Ormée in den Bergen oberhalb von Vence mit Blick zur Matisse-Kapelle. Über 40 Jahre hat er in der toskanischen Stadt Pietrasanta gearbeitet, wo viele seiner Bronze- und Marmor-Skulpturen entstanden sind.
Die wichtigsten Arbeiten aus den verschiedenen Perioden seiner 60-jährigen Schaffensperiode werden jetzt direkt in der Mas de L’Ormée gezeigt. Große Marmor- und Bronze-Arbeiten können im Garten von Le Mas besichtigt werden. In der Mitte der Altstadt von Vence steht Jim Ritchies monumentale Bronzeskulptur „La Vençoise“. Es ist eine kubistische Frauenfigur, die in ihrer allegorischen Verkörperung als Hommage an die Stadt Vence gedacht ist.

## Ausstellungen
- Galerie Libre, Montreal, 1957
- Grafton Gallery, London, 1962
- Broadway Gallery, Worcestershire, 1962
- Klinkhoff Gallery, Montreal, 1963
- Madden Gallery, London, 1964
- Galerie Minotaure, Vence, 1965
- Galerie Martal, Montreal, 1966
- Alwin Gallery, London, 1966
- Pollock Gallery, Toronto, 1968
- Moos Gallery, Montreal, 1968 und 1970
- Galerie Alphonse Chave, Vence, 1971 und 1988
- Waddington Gallery, Montreal, 1972
- Galerie Bernard Desroches, Montreal, 1975
- Galerie l’Art Français, Montreal, 1987
- Coe-Kerr Gallery, New York, 1988
- Feingarten Galleries, Los Angeles, 1989
- Pucker Gallery, Boston, 1992
- Adelson Galleries, New York, 1992 und 1996

## Weblink
1. ↑   Vence rend hommage à Jim Ritchie (franz.) (abgerufen am 27. Juli 2021)
2. ↑   Jim Richie im Webarchiv (abgerufen am 9. August 2025)

| Personendaten    | Personendaten         |
| ---------------- | --------------------- |
| NAME             | Ritchie, Jim          |
| KURZBESCHREIBUNG | kanadischer Bildhauer |
| GEBURTSDATUM     | 5. Dezember 1929      |
| GEBURTSORT       | Montreal              |
| STERBEDATUM      | 26. Oktober 2017      |
| STERBEORT        | Vence, Frankreich     |